# Eva Šulcová
Eva Šulcová (14. prosince 1944, Kolín) je česká básnířka a překladatelka, klinická psycholožka se specializací na výzkum chování novorozence.

## Život
Narodila se v Kolíně 14. prosince 1944, kde také absolvovala gymnázium. Po maturitě zahájila studium na Lékařské fakultě Univerzity Karlovy v Praze, které nedokončila, a po praxi zdravotní sestry v Psychiatrické léčebně v Bohnicích se navrátila na Karlovu univerzitu ke studiu psychologie na Filozofické fakultě. Po promoci v roce 1978 se věnovala klinické praxi i výzkumu, zvláště se zaměřením na chování novorozence. Je autorkou Pražské metody hodnocení chování novorozenců. Psychologie novorozence byla rovněž tématem jejích odborných publikací i přednášek v České republice i v zahraničí. Od roku 2014 do roku 2020 pracovala jako klinická psycholožka na dětském oddělení v nemocnici v Havlíčkově Brodě. Po odchodu do důchodu uplatnila svou odbornost v hospicích v Benešově a Čerčanech. Bydlela v Praze-Libni, poslední léta tráví ve Třech Dvorech v blízkosti Kolína. 

## Dílo
Básně poprvé publikovala v časopise Divoké víno v roce 1972 a svou básnickou prvotinu s názvem Zálivy těšení ve Středočeském nakladatelství a knihkupectví pak v roce 1987 (2. vydání v nakladatelství Vespero Pardubice, 2016). V pardubickém nakladatelství vyšly i její následující sbírky Voda v ohni (2012), Tančící zrnko prachu (2014) a Trvalé okamžiky (2020). Přírodní a spirituální lyrika její poezie se vyznačuje citovou vřelostí a oddaností lásce k člověku a k Bohu. Věnovala se také překladům polských básníků, mj. též básní Karola Wojtyly, které publikovala v časopisech Vokno a Souvislosti. Během překládání Wojtylových básní z cyklu Píseň o skrytém Bohu dospěla ke konverzi ke katolickému křesťanství a v roce 1993 vstoupila do noviciátu třetího řádu Karmelu v Kostelním Vydří, kde po několika letech složila i věčné sliby. Byla iniciátorkou vzniku edice Polabští básníci a zakladatelkou edice Polabští překladatelé v roce 2017. 